# Thujon
Thujon is een organische verbinding die van nature voorkomt in een aantal plantensoorten. De bekendste daarvan is de absint-alsem (Artemisia absinthium), de plant die wordt gebruikt om absint te maken. Het komt voor in dranken als vermout en in bepaalde gerechten, vanwege het menthol-aroma. Het gehalte is nauwkeurig vastgelegd door de Europese Unie.
Er bestaan twee isomeren van thujon: α-thujon en β-thujon. Thujon is zowel een keton als een monoterpeen.

## Voorkomen in de natuur
Thujon komt voor in tal van plantensoorten, waaronder soorten uit het geslacht Thuja, Callitropsis nootkatensis, een aantal soorten uit het geslacht Juniperus, bijvoet (Artemisia vulgaris), wilde marjolein (Origanum vulgare), echte salie (Salvia officinalis), boerenwormkruid (Tanacetum vulgare) en alsem (Artemisia).

## Eigenschappen
Aan thujon worden verschillende eigenschappen toegeschreven, die niet allemaal wetenschappelijk zijn onderzocht en bewezen. Sommige studies wijzen uit dat deze op de GABA- en 5-HT3-receptoren in de hersenen werkt. Lange tijd werd gedacht dat thujon eenzelfde werking had als THC op de cannabinoïdereceptoren. Latere studies hebben aangetoond dat dit niet correct is: thujon activeert niet de cannabinoïdereceptoren. Thujon wordt geclassificeerd als een GABAA-receptorantagonist.

## Toegelaten thujon-gehalte in dranken
Het gehalte thujon in absint en andere dranken is gereguleerd door de Europese Unie:
- 0,5 mg/kg in niet-alcoholhoudende dranken die van Artemisia-soorten zijn geproduceerd
- 10 mg/kg in alcoholhoudende dranken, met uitzondering van dranken die van Artemisia-soorten zijn geproduceerd
- 35 mg/kg in alcoholhoudende dranken die van Artemisia-soorten zijn geproduceerd